# كتالونيا الشمالية
روسيون (بالفرنسية: Catalogne nord)‏ هو كيان إقليمي جغرافي إنساني، وتقسيم إداري، في فرنسا، يقع في أوسيتاني، بلغ عدد سكانه 457,238 نسمة وذلك حسب إحصائيات سنة 2013، عاصمته بيربينيا، تبلغ مساحته 4,116 كيلومتر مربع.

## التقسيمات الإدارية
- Rosselló (comarca) [الإنجليزية]‏
- Vallespir [الإنجليزية]‏
- Conflent [الإنجليزية]‏
- Capcir [الإنجليزية]‏
- French Cerdagne [الإنجليزية]‏.